# 雷米夫卡 (扎波罗热州)
47°41′45″N 36°40′26″E / 47.69583°N 36.67389°E
雷米夫卡（烏克蘭語：Ремівка）是位於烏克蘭東南部的村莊，由扎波羅熱州波洛希區的馬利尼夫卡市鎮負責管轄。該村面積0.87平方公里，海拔高度135米，2001年人口101，人口密度每平方公里116.1人。